# Norman Hill
Norman Hill, (San José, 6 d'abril de 1906 - 14 de desembre de 1996) fou un ciclista estatunidenc, professional des del 1926 fins al 1936. S'especialitzà en les curses de sis dies, en què va participar en més de cinquanta i en va guanyar tres.

## Palmarès
- 1933
  - 1r als Sis dies de Boston 1 (amb Dave Lands)
  - 1r als Sis dies de Boston 2 (amb Alfred Crossley)
  - 1r als Sis dies de Cleveland (amb Reginald McNamara)